# جزیره روح‌های گم‌شده (ترانه)
«جزیرهٔ روح‌های گم‌شده» (به انگلیسی: Island Of Lost Souls)، ترانه‌ای از گروه موسیقی بلاندی است که در آوریل ۱۹۸۲ میلادی به عنوان یک تک‌آهنگ عرضه شد. این ترانه، نخستین تک‌آهنگ پخش‌شده از شکارچی، اولین آلبوم استودیویی آنان پس از آمریکایی خودکار، بود. سال ۱۹۸۱، سالی بود که دبی هری اولین آلبوم استودیویی خود را با نام کو کو با برنارد ادوارد و نایل راجرز از گروه چیک ضبط کرد. این آلبوم یک شکست هم منتقدانه و هم تجاری بود و به سرعت پس از آن، مجموعهٔ تلفیقی بهترین بلاندی عرضه شد که توانست شهرت آن‌ها را بازگرداند. توفیق ترانهٔ رگی سال ۱۹۸۰ آن‌ها، «کشش حداکثر است»، بلاندی را ترغیب کرد که آهنگ رگی دیگری را بنویسند و به عنوان تک‌آهنگ اصلی برای شکارچی عرضه کنند، با این وجود، بلاندی مورد توجه نگاه‌های موشکافانه بود و نتوانست تا موفقیت آلبوم پیشین را احیا کند. نتیجه آن بود که «جزیرهٔ روح‌های گم‌شده» به رتبهٔ ۳۷ در بیلبورد هات ۱۰۰ رسید، با این وجود توانست که در بریتانیا عملکرد معقولانه‌ای داشته باشد و به رتبهٔ ۱۱ در جدول تک‌آهنگ‌های بریتانیا رسید. و آخرین ترانهٔ موفق آنان، پیش از اتحاد مجددشان، ۱۷ سال بعد در ۱۹۹۹ با آهنگ رتبهٔ یکی ماریا در همان جدول موسیقی بود.

## فهرست آهنگ‌ها
‎US 7" (CHS 2603, April 1982)‎
‎UK 7" (CHS 2608 & 7" Picture Disc CHSP 2608, April 1982)‎
1. ‎«Island of Lost Souls» (7" edit)‎ (دبرا هری، کریس استین) - ۳:۴۹
2. «Dragonfly» (هری، استین) - ۵:۴۷

‎UK 12" (12 CHS 2608, April 1982)‎
1. ‎«Island of Lost Souls» (Album version)‎ (هری، استین) - ۴:۴۴
2. «Dragonfly» (هری، استین) - ۵:۴۷

## جدول موسیقی
| کشور                           | تاریخ      | حد رتبه |
| ------------------------------ | ---------- | ------- |
| بیلبورد هات ۱۰۰                | ژوئن ۱۹۸۲  | ۳۷      |
| جدول موسیقی تک‌آهنگ‌های بریتانیا | مه ۱۹۸۲    | ۱۱      |
| جدول موسیقی تک‌آهنگ‌های ایرلند   | مه ۱۹۸۲    | ۱۵      |
| ۴۰ تای برتر هلند               | مه ۱۹۸۲    | ۲۰      |
| جدول موسیقی تک‌آهنگ‌های زلاند نو | ژوئیهٔ ۱۹۸۲ | ۱۸      |
| جدول موسیقی تک‌آهنگ‌های آلمان    | ژوئن ۱۹۸۲  | ۶۶      |